# Russische Communistische Arbeiderspartij – Revolutionaire Partij van Communisten
De Russische Communistische Arbeiderspartij – Revolutionaire Partij van Communisten (Russisch: Российская Коммунистическая Рабочая Партия – Революционная Партия Коммунистов, РКРП-РПК; Rossiiskaja Kommoenistitsjeskaja Rabotsaija Partija – Revolijutsionnaija Partija Kommunistov, RKRP-RPK) is een communistische partij in Rusland. De partij werd opgericht in oktober 2001, door de eenwording van de Russische Communistische Arbeiderspartij en de Russische Partij van Communisten, met als doel de wederopbouw van socialisme en de Sovjet-Unie.

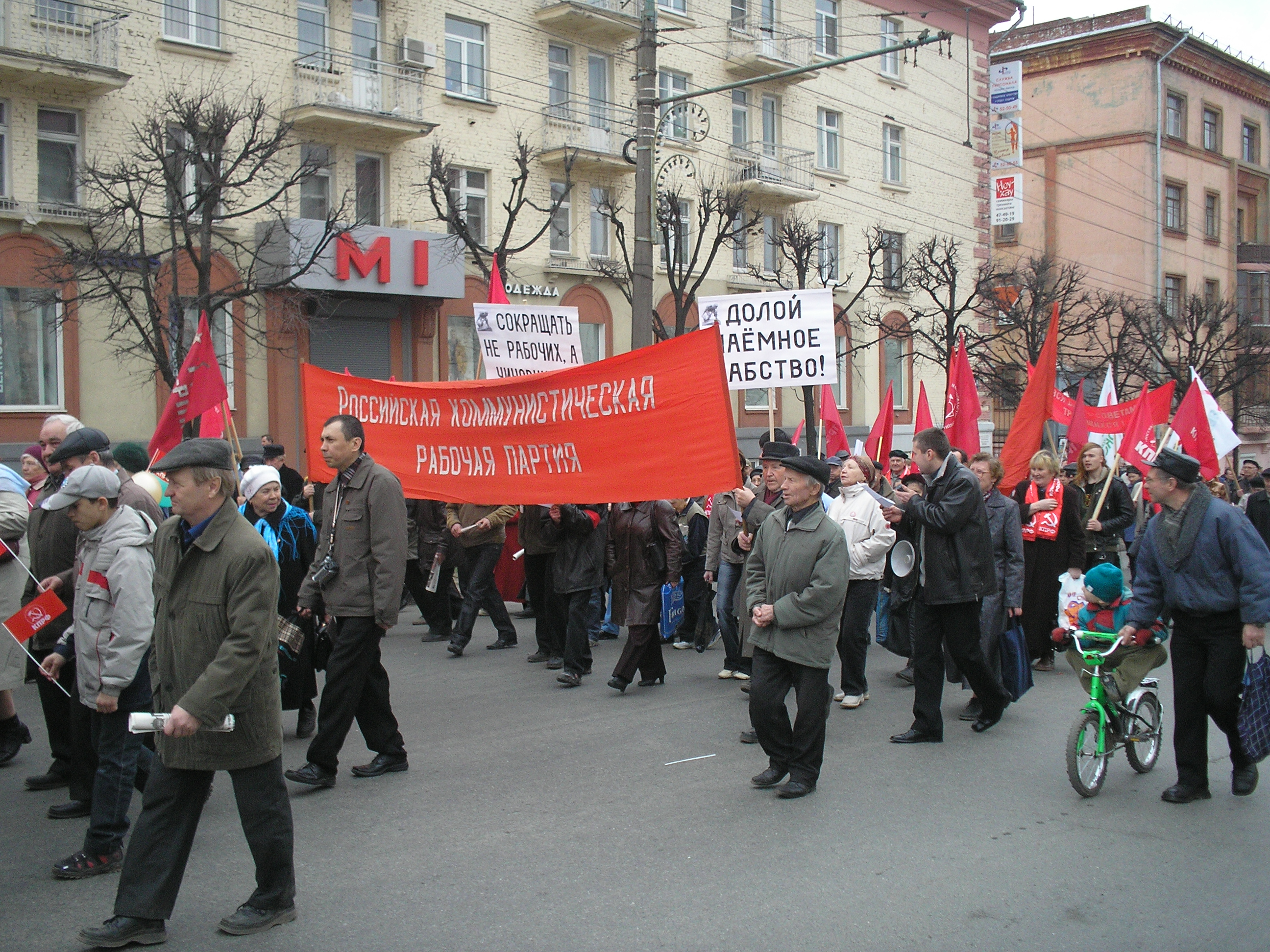
De partij op de Dag van de Arbeid in Izjevsk.